# Boom (Belgia)
Boom – miejscowość i gmina (gemeente) w Belgii, w Regionie Flamandzkim, w prowincji Antwerpia, w okręgu Antwerpia. Leży nad rzeką Rupel. 1 stycznia 2024 roku liczyła 19 431 mieszkańców.

## Kultura
Od 2005 roku jest tu organizowany festiwal muzyki elektronicznej Tomorrowland.

## Współpraca
Miejscowość partnerska:
- Ayamonte, Hiszpania